# تنا (کوندینامارکا)
تنا (انگلیسی: Tena, Cundinamarca) نام شهر و شهرداری در کلمبیا است که در استان تکونداما، بخشی از دپارتمان کوندینامارکا واقع شده است. مرکز شهری در ارتفاع ۱۳۸۴ متری از سطح دریا و در فاصله ۴۲ کیلومتری از پایتخت، بوگوتا، قرار دارد. این شهرداری از شمال با بوجاکا، از غرب با لا مسا، از شرق با سان آنتونیو دل تکونداما و از جنوب با ال کُلِخیو هم‌مرز است. مرز جنوبی تنا را رودخانه بوگوتا تشکیل می‌دهد.
.